# Mucosa prepucial
A mucosa prepucial do pênis é o epitélio da parte interna do prepúcio. Para diferenciá-la da pele cutânea da parte externa do prepúcio, às vezes é chamada de mucosa interna. Começa na faixa estriada do prepúcio e continua até o sulco coronal (sulco atrás da glande do pênis), onde encontra o epitélio da glande e a haste do pênis. A mucosa prepucial é desprovida de pelos, assim como a superfície cutânea.